# 大叶扁担杆
大叶扁担杆（学名：Grewia permagna）为锦葵科扁担杆属的七漆植物，为中国的特有植物。分布于中国大陆的云南等地，生长于海拔1,200米的地区，一般生于山地灌丛中，目前尚未由人工引种栽培。